# Back to the Future (franquicia)
La franquicia de Back to the Future (conocida como Regreso al Futuro en España y Volver al Futuro o Vuelta al Futuro en Hispanoamérica) se compone principalmente de un conjunto de tres películas de ciencia ficción estadounidenses dirigidas por Robert Zemeckis, producidas por Steven Spielberg, Bob Gale y Neil Canton y distribuidas por Universal Pictures. Sus protagonistas son Michael J. Fox, Christopher Lloyd, Thomas F. Wilson y Lea Thompson. La historia narra las aventuras de Marty McFly, un joven de 17 años amigo del científico Emmett «Doc» Brown, quien inventa una máquina del tiempo.
La primera película fue la cinta de mayor recaudación de 1985 y se convirtió en un fenómeno internacional, llevando a la segunda y tercera parte, que fueron filmadas consecutivamente y estrenadas en 1989 y 1990, respectivamente. A pesar de que las secuelas no funcionaron tan bien en la taquilla como la primera película, la trilogía, según estimaciones de Forbes, acumuló 109 140 800 entradas solo en Estados Unidos y sigue siendo inmensamente popular después de 30 años, además de haber producido una serie de televisión animada y un paseo de simulación de movimiento en Universal Studios, parques temáticos en Universal City (California); Orlando, Florida; y en Osaka, Japón (Actualmente las atracciones fueron cerradas), así como varios videojuegos (para Microsoft Windows, Macintosh, iPad, PlayStation 3 y Wii, entre otros). Los efectos visuales de la película fueron realizados por Industrial Light and Magic. La trilogía en conjunto fue nominada para cinco premios de la Academia, ganando uno en 1986, a Mejor edición de sonido.

## Películas

### Back to the Future
La historia transcurre en el año 1985 y cuenta las aventuras del joven de 17 años Marty McFly, que vive con sus padres y sus hermanos en la ficticia ciudad de Hill Valley, California. Su padre es George McFly, un hombre fracasado, muy tímido y sin carácter (contrario a Marty que es muy seguro de todo) que constantemente debe aguantar las humillaciones de su peor enemigo y jefe Biff Tannen que desde la preparatoria le ha hecho la vida imposible, mientras que su madre se casó con él tras largos años de un noviazgo que comenzó en el baile de graduación de su preparatoria luego de que su abuelo materno lo atropellara (lo que causó que su madre le tuviera lástima y por eso fuera al baile con él donde finalmente se enamoraron).
Marty tiene por su mejor amigo al científico "Doc" Emmett Brown, el cual un día le pide a Marty que le ayude con su último invento, que resulta ser una máquina del tiempo fabricada a partir de un automóvil DeLorean. Tras una exitosa prueba del invento, Doc procede a explicarle a Marty cómo funciona la máquina y pone en el tablero el 5 de noviembre de 1955, fecha en la que tuvo un accidente en el baño y con esto la idea de crear el "condensador de flujo", que básicamente es lo que hace posible viajar en el tiempo. Sin embargo el condensador requiere de una cantidad de energía eléctrica de 1,21 gigawatts que se generan de un poco de plutonio que Doc le robó a unos terroristas libios. Estos aparecen de repente a bordo de una furgoneta tras enterarse del engaño y matan al doctor Brown enfrente de Marty. Éste, para escapar y evitar el asesinato de Doc, se mete en la máquina del tiempo y por accidente viaja 30 años hacia el pasado, a 1955, la época en que sus padres tenían su edad. Ahí, Marty descubre que se le ha acabado el plutonio para volver a su época y se da cuenta de que el doctor Brown de ese año es su única esperanza para poder regresar a su tiempo. Mientras busca a Doc, Marty se encuentra casualmente con su padre y luego de seguirlo, evita que sea atropellado por su abuelo materno ocupando su lugar con lo que interfiere con el primer encuentro de sus padres, lo que causará que ellos no se hagan novios, no se casen, y con esto que su existencia y la de sus hermanos se vean amenazadas. Marty encuentra al doctor Brown del pasado y le explica todo lo sucedido. Doc no le cree, pero luego de que Marty le comenta cómo tuvo la idea de crear el condensador de flujo (cosa que sucede esa misma noche) finalmente le convence y se compromete a hacerle regresar al año 1985. Para ello, y debido a la imposibilidad de conseguir plutonio en esa época, deberán capturar un rayo (que es lo único que puede darle a la máquina la energía necesaria para funcionar) que caerá en la torre del reloj del pueblo la noche del baile en el que sus padres se enamoraron sabiendo que ocurrirá gracias a un panfleto que Marty casualmente se trajo del futuro. 
Luego de su larga conversación, Doc también le revela a Marty que no debe interferir en lo suceda en la época porque puede alterar el futuro y le pregunta si ha hablado con alguien además de él; cuando Marty le comenta que se encontró con sus padres, se entera de lo que causó viendo en una foto que casualmente también se trajo que su hermano mayor se está desvaneciendo, su hermana seguirá y a menos que repare todo, Marty será el siguiente y debe hacer que sus padres se enamoren para, con ello, asegurar su existencia y la de sus hermanos. Sin embargo, hacer que sus padres se hagan novios no será un deber muy fácil ya que debido a la interrupción de Marty, su madre en ese entonces una joven, bella y totalmente extrovertida queda profundamente enamorada de él por su interrupción, mientras que su padre en esa época es un joven más temeroso de lo que él conoce e incapaz de afrontar sus miedos, además de que su peor enemigo Biff Tannen acosa a diario a su madre queriendo obsesivamente conquistarla. Por otra parte Marty también intenta revelarle al Doc de ese año que será asesinado en la fecha de 1985 de donde vino y él se niega tajantemente a escucharlo porque no quiere conocer de sus acontecimientos futuros. 
Las cosas se le complican más de lo esperado (todo lo cual podría crear además una paradoja). Sin embargo Marty logra relacionarse con su padre y lo enseña a ser más seguro y tener fe en todo lo que desea para poder conquistar a su madre Lorrainne logrando acabar con sus miedos y haciendo planes para que él la pueda conquistar, en medio de todo lo planeado Biff Tannen trata de abusar de su madre y su padre George por primera vez y sin ayuda alguna se enfrenta a él logrando vencerlo y haciendo que Lorraine se enamore de él. Luego de sus varias alocadas y desesperadas ideas consigue juntarlos de nuevo, asegurando su propio nacimiento y el de sus hermanos.
Después de tantos problemas, y con ayuda del más joven Doc Emmet Brown logra volver a 1985 para descubrir con sorpresa que algunas cosas eran diferentes, como que su amigo Emmett Brown sobrevive a su atentado debido a la carta que le dejó en 1955 advirtiendo sobre lo que ocurriría y que su familia había prosperado y sus relaciones eran mejores. Sin embargo, más tarde Emmett Brown regresa del futuro y se lleva a Marty y a su novia Jennifer ya que deben evitar una catástrofe que ocurrirá con sus hijos.

### Back to the Future Part II
La historia transcurre esta vez en el futuro. Marty McFly y Doc Emmett Brown viajan hacia el año 2015 para evitar que el hijo de Marty sea encarcelado por culpa de Griff Tannen, el nieto de Biff. Sin embargo, otro problema surge cuando Marty compra un almanaque deportivo con todos los resultados desde 1950 a 2000, con el fin de volver al pasado y ganar las apuestas. Biff en el futuro roba la máquina del tiempo y el almanaque con el fin de cambiar el rumbo de la historia. Cuando Doc y Marty vuelven a 1985, se encuentran con una Hill Valley apoderada por Biff. Doc y Marty viajan al año 1955 para poder quitarle el almanaque a Biff y volver a restablecer el año 1985. Cuando lo hacen Marty quema el almanaque y como era el 12 de noviembre de 1955, el día de la famosa tormenta eléctrica en Hill Valley, a Doc le cae un relámpago y desaparece. Sin embargo, por medio de una carta Doc le dice a Marty que está en 1885 y Marty corre a pedir ayuda al Doc de 1955.
Del éxito taquillero de la primera película surgió ésta y como consecuencia la tercera filmación.

### Back to the Future Part III
Después de que Marty se enterara de que Doc está en 1885, va en busca del Doc de 1955 (que acababa de enviar al futuro al otro "yo" de Marty). En la carta de Doc escrita en 1885 decía que Marty recuperara el DeLorean que Doc había enterrado en una mina abandonada cercana a un cementerio, y que Marty regresara a 1985 y que por ningún motivo lo fuera a buscar a 1885. Marty rescata la máquina del tiempo con la ayuda del Doc de 1955, pero Marty descubre además una lápida con el nombre de Emmet Brown y que fue asesinado por Buford Tannen (bisabuelo de Biff Tannen). Marty decide viajar hacia el pasado con el fin de rescatar a Doc y volver a 1985. Sin embargo, el depósito de gasolina se rompe, haciendo que el DeLorean no pueda alcanzar las 88 millas por hora que se necesitan para viajar en el tiempo, y debido a eso deben planear una forma de propulsarlo. Mientras se ocupan de eso, van al puente sin construir donde ven a Clara Clayton en peligro de caer al barranco. Doc se enamora de Clara y decide no ir al futuro. Marty, por otro lado, se mete en problemas con Bufford haciendo que éste le rete a un duelo en el cual Marty gana. Marty logra convencer a Doc de irse con él al futuro y se dirigen al tren que les ayudará a hacer que el DeLorean llegue a las 88 millas por hora. Clara les sigue poniéndose en riesgo y, después de ser rescatada por Doc, ambos se van en el skate volador, quedándose en 1885. Marty regresa a 1985, donde el DeLorean queda destruido por un tren y, tras eso, aparece Doc en un tren máquina del tiempo con su familia formada junto a Clara, acabando así la trilogía.
Esta película tuvo menos éxito en comparación con la primera y la segunda.

### Futuro
El coguionista y director Robert Zemeckis, que tiene aprobación sobre todas las películas de la franquicia Back to the Future, ha declarado que bloqueará todos los intentos de rehacer o reiniciar la película original. Bob Gale declaró que no deseaba ver otra película de la serie sin el personaje de Marty McFly ni ningún otro actor que Michael J. Fox, y reconoció que el estado de salud actual de Fox lo haría imposible. Lo ilustró en una convención de fanes en Florida en 2008, afirmando "La idea de hacer otra película de regreso al futuro sin Michael J. Fox - ya sabes, eso es como decir, 'Voy a cocinarte una cena de carne pero sin carne' Gale también dijo que la adaptación de Telltale es lo más parecido a lo que podría ser una cuarta película. En una entrevista de USA Today el 21 de octubre de 2015, el día de la supuesta llegada de Marty McFly al futuro, Christopher Lloyd declaró que consideraría hacer una cuarta película bajo la condición de que el elenco original y el equipo creativo regresaran, junto con una historia "digna de ser contada". El mismo día, Lloyd volvió a interpretar su papel como Doc Brown en un breve segmento en el que Doc Brown regresa para anunciar un mensaje especial que explica la discrepancia entre la realidad y el "futuro" como se representa en la película.

## Reparto
| Personaje                                 | Película                  | Película                   | Película                    |
| Personaje                                 | Back to the Future Part I | Back to the Future Part II | Back to the Future Part III |
| ----------------------------------------- | ------------------------- | -------------------------- | --------------------------- |
| Marty McFly                               | Michael J. Fox            | Michael J. Fox             | Michael J. Fox              |
| Doc Emmett Brown                          | Christopher Lloyd         | Christopher Lloyd          | Christopher Lloyd           |
| Biff Tannen                               | Thomas F. Wilson          | Thomas F. Wilson           | Thomas F. Wilson            |
| Lorraine McFly                            | Lea Thompson              | Lea Thompson               | Lea Thompson                |
| George McFly                              | Crispin Glover            | Jeffrey Weissman           | Jeffrey Weissman            |
| Sr. Strickland / Marshal James Strickland | James Tolkan              | James Tolkan               | James Tolkan                |
| Jennifer Parker                           | Claudia Wells             | Elizabeth Shue             | Elizabeth Shue              |
| Clara Clayton Brown                       |                           |                            | Mary Steenburgen            |

Marty McFly y Doc Brown fueron incluidos en los 100 personajes de ficción más grandes de la revista Empire de todos los tiempos, clasificados N.º 39 y 76, respectivamente.

## Recepción
| Película                    | Rotten Tomatoes   | Rotten Tomatoes      | Rotten Tomatoes       | Metacritic      | CinemaScore | IMDb                  | FilmAffinity        |
| Película                    | Crítica           | Críticos importantes | Audiencia             | Metacritic      | CinemaScore | IMDb                  | FilmAffinity        |
| --------------------------- | ----------------- | -------------------- | --------------------- | --------------- | ----------- | --------------------- | ------------------- |
| Back to the Future          | 93% (109 reseñas) | 87% (38 reseñas)     | 94% (1 090 883 votos) | 87 (26 reseñas) | -           | 8.5 (1 121 258 votos) | 7.5 (135 151 votos) |
| Back to the Future Part II  | 63% (64 reseñas)  | 58% (19 reseñas)     | 85% (748 434 votos)   | 57 (17 reseñas) | A-          | 7.8 (504 487 votos)   | 7.2 (59 173 votos)  |
| Back to the Future Part III | 80% (46 reseñas)  | 64% (11 reseñas)     | 78% (693 139 votos)   | 55 (19 reseñas) | A-          | 7.4 (424 295 votos)   | 6.6 (48 933 votos)  |
| Promedio                    | 79%               | 70%                  | 86%                   | 66              | A-          | 7.9                   | 7.1                 |

## Otros medios

### Series de televisión
Back to the Future (serie animada)
Una serie animada de televisión, Back to the Future: The Animated Series, duró dos temporadas, cada una con 13 episodios, y se emitió en CBS del 14 de septiembre de 1991 al 26 de diciembre de 1992.

### Cómics
Una serie de cómics fue publicada por Harvey Comics en 1992 detallando más aventuras de la serie animada. Sólo se produjeron siete números. IDW publica una miniserie que presenta la primera reunión de Marty y Doc Brown y es escrita por el coguionista Bob Gale, que fue lanzado en las tiendas el 21 de octubre de 2015, la misma fecha que Marty viaja con Doc Brown al futuro representado en la línea de la historia para la Parte II. Otras series publicadas por IDW incluyen "Citizen Brown", que adapta el videojuego Telltale, y "Biff to the Future", que representa el ascenso de Biff Tannen al poder después de recibir el almanaque por su futuro yo. Este último también es coescrito por Gale.

### Libros
Cada película de la trilogía también recibió una novelización que se expandió en las películas añadiendo escenas, personajes y diálogos, a menudo eliminados de guiones de borrador inicial.
En 2012, los libros de Hasslein lanzaron una materia del tiempo: El no autorizado Back to the Future Lexicon, escrito por Rich Handley. El libro fue lanzado en cooperación con BTTF.com, el sitio oficial de Back to the Future. Un segundo volumen, Back in Time: The Unauthorized Back to the Future Chronology, de Greg Mitchell y Rich Handley, fue lanzado en 2013.

### Videojuegos
Varios videojuegos basados en las películas Back to the Future han sido lanzados a lo largo de los años para sistemas de videojuegos caseros, incluyendo el Atari ST, ZX Spectrum, Commodore 64, Master System, Mega Drive, Nintendo Entertainment System y Super Nintendo. Además, la trilogía de juegos también se ha lanzado para Windows (PC) y para Apple (MAC y iPad). Posiblemente el videojuego más conocido de esa época fue la versión de Nintendo Entertainment System de 1989 producido y lanzado por LJN, el cual ha sido muy criticado por su mala jugabilidad y por su falta de similitudes con la película.
En 2001, se publicaría para la consola Nintendo GameCube un videojuego basado en los parques temáticos de Universal Studios, titulado Universal Studios Theme Parks Adventure, en la cual se referencian e incluyen minijuegos de varias películas propiedad de Universal Pictures, incluyendo Back to the Future, el minijuego está basado en la atracción de Back to the Future: The Ride, en el cual el jugador controlando un DeLorean debe de perseguir a Biff (Quien está en otro auto DeLorean) a través del tiempo para evitar que se escape y cause estragos en el continuo espacio-tiempo.
Back to the Future: The Game es un videojuego que actúa como secuela de la trilogía Back to the Future con motivo del 25 aniversario de la misma. Además de esto, el juego viene presentado en 5 capítulos, siendo el primero lanzado el 22 de diciembre de 2010 para PC y Mac OS X, y en 2011 para el resto de plataformas.
El videojuego de 2015 Lego Dimensions presenta dos paquetes de juguetes de Back to the Future. El paquete de nivel agrega un nivel de bonificación que adapta los eventos de la primera película, e incluye una minifigura de Marty McFly, junto con un constructor DeLorean y Hoverboard. El paquete de diversión incluye una minifigura Doc Brown y un tren de tiempo constructible de la parte III. Ambos desbloquean el acceso a un mundo abierto en el juego situado en Hill Valley. Michael J. Fox y Christopher Lloyd reprisan sus respectivos papeles.

### Concierto musical
El 31 de enero de 2014, se anunció que se está produciendo una adaptación musical de la primera película. El programa, que será coescrito por los escritores originales Robert Zemeckis y Bob Gale, se espera que estrenará en 2015, pero se postpuso a 2016. Según Gale, el musical será "fiel al espíritu de la película sin ser un esclavo rehacer". El musical forma parte del 30.º aniversario de la película original.

### Keith Lemon
Un episodio de Keith Lemon llamado "Keith Lemon's Back T'Future Tribute" fue pedido por ITV2 por el director de Plataformas Digitales de ITV, Angela Jain y fue encargado por el editor encargado de comedia y entretenimiento, Claire Zolkwer. Fue producido para ITV2 por Talkback y ejecutivo producido por Leon Wilson. El productor de la serie fue Arron Ferster y el director fue Andrew Chaplin.

### Publicidad automotriz
En 2015, Fox y Lloyd protagonizaron junto a la popular personalidad científica de YouTube Go Tech Yourself en un comercial de Toyota para el nuevo vehículo de células de combustible de Toyota, Mirai, titulado Fueled by the Future. El comercial se duplicó como un tributo a la franquicia e ilustró cómo se había convertido en realidad la idea de convertir la basura en combustible. El comercial fue lanzado el 21 de octubre - la misma fecha a la que Marty, Doc y Jennifer viajaron en Back to the Future II.

### Cortometraje:Doc Brown Saves the World
Doc Brown Saves the World es un cortometraje directo al video de 2015 dirigido por Robert Zemeckis y protagonizado por Christopher Lloyd como Emmett Brown. El corto se ofrece en el Blu-ray y DVD de 2015 de la trilogía Back to the Future, conmemorando el 30.º aniversario de la franquicia. El corto fue escrito por Robert Zemeckis y Bob Gale y producido por Bob Gale y Neil Canton a través de Amblin Entertainment. La música para el corto fue interpretada por Alan Silvestri. El corto fue lanzado en los Estados Unidos el 20 de octubre de 2015.
Emmett Brown está en un lugar no revelado fuera de Hill Valley, California. Él fija una cámara de vídeo para seguir automáticamente su cuerpo con el fin de cinta de vídeo de un mensaje para Marty McFly. Explica que es el 21 de octubre de 2015, una hora antes de que Marty, Doc y Jennifer Parker lleguen desde 1985.
Él explica que cuando viajó en el futuro, descubrió que había un holocausto nuclear que ocurrió el 21 de octubre de 2045. Lo siguió hasta cuatro inventos: el hidratador de alimentos, los zapatos de cordón, el hoverboard y el Sr. Fusion Reactor de energía doméstica.
Los tres primeros inventos habían llevado al mundo a ser perezosos y obesos, provocando un desperdicio generalizado. La invención de los hoverboards produjo hovercoches, que hicieron que la gente que arrojaba su basura por las ventanillas de los hovercoches, causando una gran tormenta de basura en 2021. Toda esta basura necesitó ser tirada, que provocó que se fabricasen centenares de unidades del Sr. Fusion. Todas las unidades del Sr. Fusion tenían un pequeño reactor nuclear dentro, y todos los reactores explotaron el 21 de octubre de 2045.
La cadena de acontecimientos que condujeron a este acontecimiento comenzó menos de veinticuatro horas después de que Marty hiciera que Griff Tannen golpeara su hoverboard en el palacio de justicia de Hill Valley cuando Griff fue condenado. Se comprometió a regresar al mundo por reírse de él, y planeó hacerlo a través de una compañía que fundó, GriffTech.
Doc sostiene una tableta clara con una versión digital del Hill Valley Telegraph. El 13 de junio de 2032, GriffTech inventó una red de medios sociales llamada ThingMeme, que había obtenido fondos de Douglas J. Needles. ThingMeme permitió que objetos inanimados publicaran selfies en Internet. Sin embargo, fue una estafa, ya que permitió a Griff acceder a todos los objetos de la Tierra. En el 30.º aniversario de su arresto, el 21 de octubre de 2045, cargó un virus que se suponía que iba a poner la palabra butthead en todo. Sin embargo, cortocircuitó la red de Mr. Fusion, causando explosiones nucleares en cien millones de hogares en todo el mundo.
Doc entonces viaja a una fecha desconocida, para cambiar la historia por lo que estas invenciones nunca se crean, lo que evitará que la explosión nuclear se produzca. Deja su cámara encendida, que logra capturar las cuatro invenciones que se borran de la historia.
Llega en 2015, con una chaqueta de invierno y gafas de esquí, declarando que la misión era más complicada de lo que había calculado, pero declarándolo un éxito. Él sostiene la computadora de la tableta, donde el título en el telegrama de Hill Valley cambia de "Griff Tannen funda Grifftech" a "Griff Tannen encontrado culpable".
La excitación de Doc es de corta duración, sin embargo, cuando llega en su bolsillo. Él saca el Jar de la Mente de Quantum, que pensó que había dispuesto en 2075. Está preocupado de que no hacerlo se desentrañar todo lo que han logrado. En una voz femenina, la inteligencia artificial del Quantum Mind Jar le dice a Doc que necesitan regresar al futuro, lo que descarta, ya que no quiere arriesgarse a hacer más viajes en el tiempo.
En ese momento, otro Emmett Brown, de un período de tiempo desconocido, llega, declarando también su experimento un éxito. Ambas versiones de Emmett, junto con la inteligencia artificial del Quantum Mind Jar, se sorprenden al descubrir que hay dos Emmett Brown presentes.

## Back to the Future: The Ride
Back to the Future: The Ride fue un paseo en simulador inspirado en las películas Back to the Future y es una mini-secuela de Back to the Future Part III. La atracción original se abrió el 2 de mayo de 1991 en Universal Studios Florida. También se abrió el 2 de junio de 1993 en Universal Studios Hollywood y el 31 de marzo de 2001 en Universal Studios Japan. La atracción en Hollywood incluyó como extra un restaurante llamado Doc Brown's Chicken, en el cual servían varios platillos de pollo frito. Las atracciones en los Estados Unidos fueron cerrados en 2007 y reemplazados desde entonces por The Simpsons Ride. La atracción en Japón se mantuvo operativo hasta el 31 de mayo de 2016 y reemplazado por la atracción de Despicable Me Minion Mayhem!.

### Historia
Después de los eventos ocurridos en Back to the Future Part III, el Doc Brown a decidido abrir su propio centro de investigaciones e inventos científicos sobre viajes en el tiempo, llamado el Institute of Future Technology (Instituto de Tecnología del Futuro).
El 2 de mayo de 1991, el Doc invita a turistas como "voluntarios" para probar su último y más grande invento, una máquina del tiempo DeLorean para 8 pasajeros, con los cuales los voluntarios podrán ir por un día al futuro.
Mientras tanto, el Doc viaja al 2015 en el DeLorean normal (Una nueva máquina del tiempo construida a partir del DeLorean original) para asegurarse de que el continuo espacio-tiempo vuelva a la normalidad después de los eventos de sus anteriores aventuras de viaje en el tiempo, mientras que sus otros científicos del Instituto viajaron a 1885 y 1955. Sin embargo, el Biff Tannen de 1955 aparentemente ha desaparecido de su línea temporal y el Doc teme a que el espacio tiempo pueda estar en peligro por ello, lo que establece la historia principal del viaje.

### Cola
Los visitantes del Instituto esperan fuera de las instalaciones. El video de la cola presenta clips de las tres películas, así como nuevas imágenes con el Doc, diagramas de otras innovaciones, aparentemente creadas por él, imágenes de noticieros de él con Albert Einstein y otras figuras históricas (Como Thomas Alva Edison, Richard Nixon y The Beatles), y una transmisión de video "en vivo" de 2015 en el que explica de que se trata su nuevo experimento.

### Pre-show
Los pasajeros ingresan al viaje como "voluntarios" para el experimento de viaje en el tiempo en el Instituto de Tecnología del Futuro. El Doc explica que el plan es que los voluntarios viajaran un día hacia el futuro, pero se debe tener precaución ya que Biff, quien se graduó de Hill Valley High School en 1955, escapó de su período de tiempo y ahora está corriendo como loco en el continuo espacio-tiempo. Una vez dentro, el Doc revela algunos de los inventos en los que había estado trabajando, incluido su "logro supremo": una máquina del tiempo DeLorean para 8 pasajeros (También convertible), que es lo que los pasajeros usarán en el experimento. Sin que el Doc lo sepa, Biff se ha infiltrado en el Instituto; se aparece a los pasajeros y les pide ayuda para encontrar la máquina del tiempo del Doc. Luego, Heather (La recepcionista del instituto) anuncia que las comprobaciones del sistema previas al vuelo estaban en progreso e informa a los pasajeros que estén atentos a un anuncio del Doc.
Biff atrapa al Doc en su oficina y se revela que cuando uno de los equipos que viajaban en el tiempo estaba realizando un experimento en 1955, Biff se escondió. Toma el DeLorean y desaparece en el tiempo. Preocupado por los estragos que Biff causará en el continuo espacio-tiempo, el Doc suplica frenéticamente a sus voluntarios que lo ayuden y dice que la única manera de traer a Biff de regreso al presente es acelerar a 88 millas por hora y golpearlo (Lo que hará que Biff regrese al presente, abriendo un vórtice de tiempo que enviará ambos vehículos de regreso a su punto de partida original); entran en la máquina del tiempo de 8 pasajeros, conducidos por uno de los asistentes de Doc; después de repasar las instrucciones de seguridad finales. Finalmente, el Doc informa a los pasajeros que el vehículo de tiempo que Biff robó tenía un escáner de seguimiento de tiempo subéter; de esa manera, sea cual sea el período de tiempo en el que se encuentre, el vehículo de los pasajeros señalará esa ubicación exacta, por lo que la misión será atrapar a Biff con el DeLorean.

### Atracción
Cuando las puertas de la máquina del tiempo de 8 pasajeros se cierran, el Doc usa su control remoto para controlarla, flotarla y acelerar a 88 millas por hora (Con chispas eléctricas saliendo de ella, atravesando la puerta abierta y atravesando el agujero de gusano) y comienza el viaje. Primero, Biff lleva a los pasajeros a Hill Valley en 2015, donde lo persiguen por la ciudad. Chocan contra carteles de neón, sobrevuelan los barrios y la plaza del pueblo, y la persecución culmina en la icónica torre del reloj. Luego parte hacia la edad de hielo. Los pasajeros lo siguen y descienden lentamente hacia las cavernas heladas. Biff toca el claxon, provocando una avalancha que daña el vehículo de los pasajeros. Volando fuera de las cavernas, los pasajeros ven a Biff huir en el tiempo, pero el motor de la máquina de tiempo había fallado y comienza a caer en picado por un abismo. El Doc logra reiniciar el vehículo, acelerando hacia atrás y a través del tiempo hasta el Período Cretácico .
Al llegar, la pantalla del reloj en el tablero del DeLorean parpadea a las 12:00, como referencia a una videograbadora que se había quedado sin energía. Los pasajeros siguen el vehículo de Biff hacia un volcán inactivo en el que se descubre un tiranosaurio. Biff lo incita a atacar a los pasajeros, que apenas escapan. Golpea el vehículo de Biff, haciéndolo volar fuera de control; luego, el dinosaurio se traga el vehículo de los pasajeros, pero lo escupe apenas unos segundos después. Tras esto, el vehículo cae sobre un río de lava para ver el DeLorean de Biff, ahora dañado e incapaz de maniobrar, moviéndose por un flujo de lava activo hacia el borde de un acantilado, con Biff pidiendo ayuda al Doc. Cuando ambos vehículos caen por el borde, el de los pasajeros acelera a la velocidad de 88 millas por hora y choca con el de Biff, enviándolos a ambos de regreso a través del vórtice al punto de partida original: el presente, en el Instituto de Tecnología del Futuro (En el que chocan a través del logotipo de Back to the Future al frente), donde Biff sale y agradece a los pasajeros y al Doc por salvarle la vida, pero pronto es detenido por seguridad. Los pasajeros salen del vehículo, mientras Doc les agradece y les recuerda que "¡El futuro es lo que tú haces!". Un logotipo animado del Instituto de Tecnología del Futuro aparece en la pantalla con las palabras "Por favor, levante la barra de regazo y salga" y, después de unos segundos, el doctor advierte: "¡Apúrate! ¡Sal! ¡Antes de que te encuentres al entrar!" Cuando los invitados se van, suena la canción "Back in Time".  
Una de las versiones tempranas muestra que Biff después de regresar al presente, le cae encima estiércol, lo que provoca que grite su característica frase "¡Estiércol... odio el estiércol!". 

### Medios domésticos
Aproximadamente dos años después de la inauguración de la atracción, uno de sus empleados grabó todo el metraje del proyector de la atracción, el metraje en el automóvil y el metraje de la línea previa al viaje de los LaserDisc maestros en una cinta VHS y vendió copias piratas. Todavía se pueden encontrar copias en subastas en línea y algunas imágenes se han publicado en YouTube  Como resultado, en febrero de 2009, Universal incluyó todas las imágenes de la cola, el pre-show y el recorrido en el relanzamiento en DVD de Back to the Future de 2009 como parte de un segundo disco extra y en lanzamientos de Blu-Ray desde 2010. La versión casera incluye algunas ediciones menores en las partes del video en cola.
Como resultado de la edición, se eliminó la música que se reproduce durante los videos de la cola y también se eliminó una sección en la que el Doc pregunta a los voluntarios si han visto a Biff. También se eliminó la sección de verificación previa de los sistemas de viaje en el video previo al vuelo. En la parte principal del viaje en el lanzamiento del DVD, el vehículo basado en el DeLorean y la cabina del viaje se recrean virtualmente (No del todo fiel al tablero). Las coordenadas del viaje en el tiempo indican el 2 de mayo de 1991 como fecha de inicio al comienzo, que fue el día de la apertura de la atracción de Florida, así como la apertura ficticia del Instituto dentro de ella.

#### Problemas de calidad
Las imágenes del viaje disponibles en DVD y Blu-Ray son idénticas en calidad. La resolución del metraje disponible en los discos es de 852x480 y 6000 kbit/s a 29,97 cuadros por segundo, que está muy por debajo de la calidad de las películas IMAX y los medios Blu-ray. El carrete de película IMAX original escaneado en 2002 fue recortado masivamente a aproximadamente el 20% del tamaño original. Varias áreas del metraje con elementos importantes fueron recortadas para que no se pudieran ver durante el viaje. También se superpuso una imagen 2D generada por computadora del tablero de un DeLorean sobre el metraje para reducir el área de visualización al 60% del cuadro 4:3. El carrete también sufrió daños leves y tiene un parpadeo visible durante una escena final que involucra un volcán, así como un salto de cuadro durante una escena con una versión prehistórica de hielo de Hill Valley .
Actualmente se desconoce por qué el metraje se redujo en gran medida del original.

## DocumentalBack in Time
En el otoño de 2015, un proyecto de Kickstarter lanzó el documental Back in Time. La película cuenta con entrevistas con los miembros del elenco y el equipo, junto con el impacto cultural de la trilogía 30 años más tarde.

## Back to the FutureDay
El 21 de octubre de 2015, la fecha utilizada para el establecimiento de los eventos futuros durante el primer acto de la segunda película, ha sido llamado "Back to the Future Day" por los medios de comunicación. El año 2015 también conmemoró el 30.º aniversario del  estreno de la película original.
Muchas promociones fueron planeadas para marcar el paso de la fecha, con muchos jugando a la representación del futuro en la película, incluyendo:
- Universal Pictures creó un tráiler para Jaws 19, la película ficticia 3D anunciada en el futuro.

- Universal y Mattel produjeron un anuncio para el hoverboard visto en la película.

- Pepsi produjo una serie limitada del refresco "Pepsi Perfect", incluyendo las botellas únicas similares a la que se vio en la película, que se agotaron antes del 21 de octubre de 2015. En México fueron posibles de adquirir durante el reestreno de la película solo en la cadena de cines Cinemex.

- La Ford Motor Company permitió a los usuarios configurar un Ford Focus en su sitio web para agregar un condensador de flujo como una opción de $ 1,2 millones.

- Nintendo lanzó el videojuego Wild Gunman en el servicio de la consola virtual de Wii U, el cual Marty es visto jugando en la escena del Cafe 80's.

- La edición del 22 de octubre de 2015 de USA Today usó una página de simulación que fue una recreación de la que se ve en la película en esa fecha. La parte de atrás de la página simulada contiene un anuncio para Jaws 19, así como anuncios para el 30.º aniversario Back to the Future y The Michael J. Fox Foundation. En la primera página real, el punto azul de USA Today es reemplazado por una cámara de dron como la vista en la película. La edición impresa de esta edición se agotó en un tiempo récord, según USA Today.

- Nike reveló que habían recreado los zapatos Nike Mag que lleva Michael J. Fox en la película, con cordones de encaje automático (un diseño de 2011 se basaba en los mismos zapatos, pero carecía de cordones de poder). Aunque los cordones funcionaron más lentamente que esos vistos en la película, fueron demostrados sin embargo a trabajar según lo previsto en un vídeo de ocho segundos que ofrecía Fox que llevaba los zapatos. Los pares de los zapatos serán vendidos vía subasta en 2016 para beneficiar a la fundación de Michael J. Fox para la investigación de párkinson.

- Toyota y Universal Pictures celebraron el 30.º aniversario de la serie cinematográfica con un concepto Toyota Tacoma inspirado en la camioneta original de 1985 que Toyota creó para la película de 1985. El Tacoma 4WD 2016 fue recreado usando las mismas características y acabado de pintura en color negro, lámparas de conducción KC HiLite (modificadas con iluminación led), faros modificados y luces traseras (que coinciden con la versión de 1985), el Toyota badging a la puerta trasera del camión, la misma inyección de combustible D-4S, los mudflaps inspirados en 1985 y las matrículas personalizadas que coinciden con los vehículos 2015 en la Parte II. La única diferencia entre el original de 1985 y el concepto de 2016 son los neumáticos: Goodyear se presentó en la película de 1985, mientras que BF Goodrich se utiliza en el concepto. Toyota señala que este es un concepto único, ya que no hay planes para ofrecerlo como un paquete o nivel de ajuste. Toyota también produjo un video promocional protagonizado por Michael J. Fox y Christopher Lloyd y con muchas de las ubicaciones representadas en la serie de películas, en la que el Sr. Fusion de Delorean se utiliza como una comparación para el Toyota de hidrógeno impulsado por Mirai.

- Universal Pictures Home Entertainment reeditó las tres películas en disco Blu-ray el 21 de octubre de 2015.

- Telltale Games volvió a lanzar su licencia Back to the Future: The Game en una edición del 30.º aniversario para las consolas PlayStation 4, Xbox 360 y Xbox One el 13 de octubre, unos días antes del 21 de octubre.
- Varios videojuegos lanzaron contenido descargable relacionado con Back to the Future coincidiendo con el 21 de octubre de 2015, incluyendo Rocket League y LittleBigPlanet 3.

- Los miembros del elenco aparecieron en Today y Jimmy Kimmel Live! el 21 de octubre de 2015.

- Casi 2.000 cines en todo el mundo presentaron proyecciones consecutivas de la trilogía Back to the Future el 21 de octubre y continuaron ese fin de semana, que ganó más de $ 4,8 millones en ventas de boletos de un solo día. Los diferentes lugares de rodaje alrededor de la fecha. La ciudad de Reston, Virginia, cambió temporalmente su nombre a "Hill Valley" para conmemorar la serie durante su festival anual de cine. Esquire Network emitió la trilogía todo el día ese día, además de todo el fin de semana.